# Gettyho vila
Gettyho vila (anglicky Getty Villa) je jedním ze sídel muzea J. Paula Gettyho. Nachází se ve čtvrti Pacific Palisades na západě Los Angeles v Kalifornii. Komplex budov Getty Villa je sídlem vzdělávacího centra a muzea věnovaného umění a kultuře starověkého Řecka, Říma a Etrurie. Sbírka obsahuje více než čtyřicet tisíc starožitností od dob 6500 př. n. l. do roku 400 n. l. Kolekce je zdokumentována a prezentována on-line. Architekty budov jsou Robert E. Langdon, Jr. a Ernest C. Wilson, Jr. a muzeum zde bylo otevřeno v roce 1974.